# Sorostély
Sorostély (románul: Soroștin, korábban Șoroștin, németül: Schorsten, szász nyelven Šorstn) falu Romániában, Erdélyben, Szeben megyében.

## Fekvése
Medgyestől 33 kilométerre délnyugatra fekszik. Határában sós források fakadnak.

## Nevének eredete
Neve a német Schor(n)stein ('kémény') szóból való. Ezt a határában fekvő, vulkáni tevékenységet mutató, mocsaras vidékről kapta. Először 1315 és 25 körül, Sorensten, majd 1332–33-ban Berunsten, Camino, 1417-ben Sorosthen, 1468-ban Sorosther, 1587-ben Sorostelly, 1647-ben Sorostely, 1733-ban Sorostéj, 1750-ben Sorostyén, 1808-ban Serestély alakban említették.

## Története
Szász lakossággal települt. A 13. században az egresi apátság birtoka volt. Kán László az 1300-as években elfoglalta, de Károly Róbert 1313 után visszaadta az apátságnak. Luxemburgi Zsigmond 1417-ben a Szász Universitas oltalma alá helyezte, Mátyás 1476-ban óva intette a csanádi püspököt, hogy a Szászföldből kiszakítsa, és 1485-ben megparancsolta, hogy adóit a Szászfölddel közösen fizesse. Báthory István 1492-ben újra eltiltotta a nemességet az adószedéstől a faluban, és Sorostély 1496-ban még a nagyszebeni polgármesternek fizetett adót. A csanádi püspök azonban a rákövetkező évben bekebelezte birtokai közé. Szapolyai János 1540-ben Majláth Istvánnak adta kölcsön. Ezzel kiszakadt a Szászföldből és betagozódott Fehér vármegyébe. 1626 után fejedelmi birtokká vált, majd a Teleki családhoz került. 1663-ban a tatárok, 1705-ben a kurucok égették fel. 1689 húsvétján itt rendezte meg Teleki Mihály azt a mulatságot, amelyen Donatus Heissler tábornok, császári parancsnok is részt vett, és amelyet Bethlen Miklós „Apafi, Teleki, Heiszler és Erdély torá”-nak nevezett.
Román lakóit a nemesi birtokosok a Szebeni-Hegyaljáról telepítették a faluba. Jelentős volt bortermelése. 1945 után kivált belőle Szedinkatanya. Szász lakói a 20. század második felében elhagyták.
1880-ban 1087 lakosából 704 volt román, 251 német, 68 magyar és 64 cigány anyanyelvű; 636 görögkatolikus, 244 evangélikus, 115 ortodox, 54 református és 22 zsidó vallású.
2002-ben 579 lakosából 507 volt román, 59 cigány, 8 német és 5 magyar nemzetiségű; 565 ortodox és 12 evangélikus vallású.

## Látnivalók
- Evangélikus temploma előzményét 1300 körül építették. Ezt később védőfallal kerítették körbe és védőtornyot építettek rá. A mai templomot 1880-ban, az erődtemplom összeomlása után emelték. Szárnyas oltára 1508-ban, Segesvárott készült.

## Híres emberek
- Itt született 1671-ben a kancellár egyik fia, Teleki Mihály kuruc brigadéros, naplóíró (1671–1720).